# Rue de la Ferme-de-Savy
La rue de la Ferme-de-Savy est une voie du 20e arrondissement de Paris, en France.

## Situation et accès
La rue de la Ferme-de-Savy est une voie située dans le 20e arrondissement de Paris. Elle débute au 27, rue Jouye-Rouve et se termine au 19, passage de Pékin. C'est une rue très courte — moins de 50 mètres — qui longe le parc de Belleville. Une entrée de ce parc, avec un bas-relief et une plaque commémorative des derniers combats de la Commune, se trouve d'ailleurs à la jonction de cette voie avec la rue Jouye-Rouve.

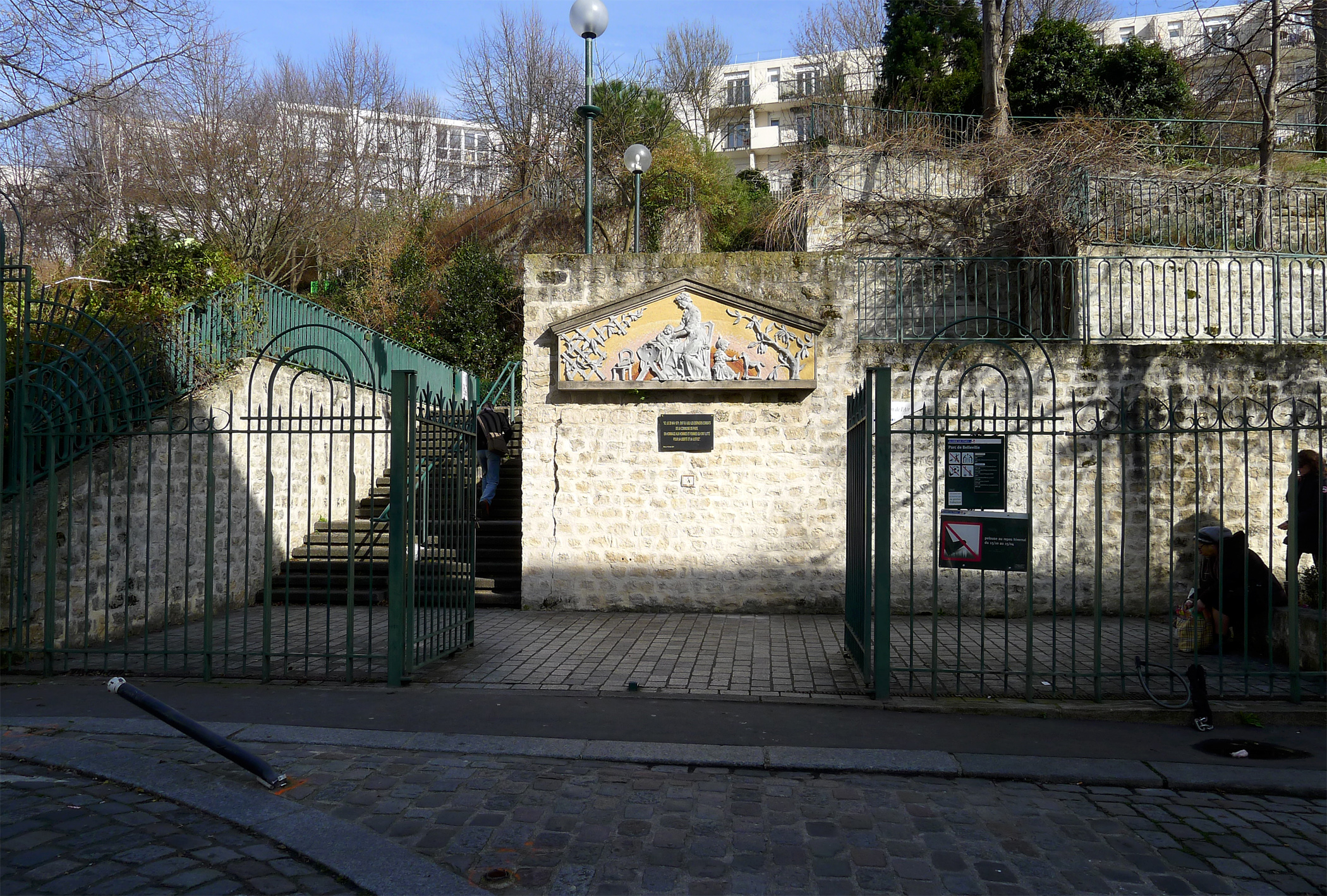
Entrée du parc.
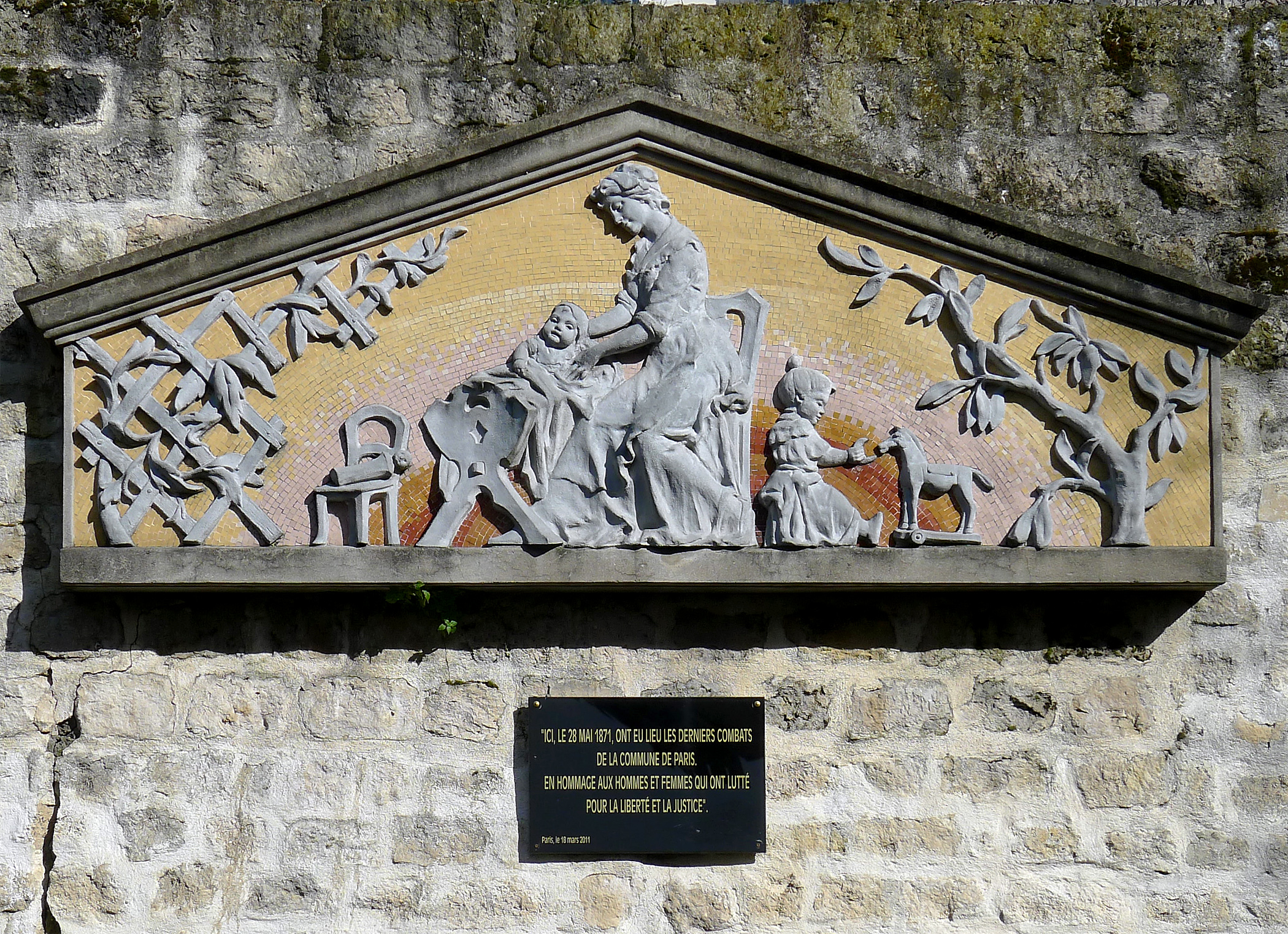
Bas-relief et plaque commémorative.

## Origine du nom
Le nom de la rue fait référence à Savy, ou Savies, nom de Belleville au Moyen-Âge. La rue est située sur le domaine de Savies qui appartenait à l'abbaye Saint-Martin-des-Champs de 1060 à la Révolution[Laquelle ?]. La ferme de Savies détruite en 1913 de cette ancienne exploitation agricole était située à l'arrière de l'actuelle cour de la Métairie.

## Historique
La voie est créée sous le nom provisoire de « voie FB/20 » et prend sa dénomination actuelle par un arrêté municipal du 5 décembre 1996. 